# Filosofem
Filosofem (en noruego, Filosofema) es el cuarto álbum de estudio de la banda noruega de black metal Burzum. Fue grabado en marzo de 1993 y fue la última grabación de Varg Vikernes antes de su encarcelamiento. Sin embargo, el álbum no fue publicado hasta enero de 1996. 
La canción que abre el disco, fue la primera que escribió Vikernes como Burzum, siendo escrita en agosto de 1991. Había sido grabada con anterioridad en septiembre de 1992 para el álbum Hvis lyset tar oss, pero Vikernes quedó insatisfecho por lo que la volvió a grabar para este álbum seis meses después.
El álbum fue grabado a propósito en pésimas condiciones. No se usó amplificador para las guitarras, sino el altavoz de un estéreo y algunos pedales Fuzz, y Varg usó el peor micrófono que poseía el técnico de sonido que era el micrófono de unos auriculares.

## Diseño artístico

Op under Fjeldet toner en Lur, 1900.

Al igual que su antecesor, Hvis Lyset Tar Oss, la portada y el folleto de Filosofem utilizan pinturas del pintor simbolista noruego Theodor Kittelsen. El título de la obra original mostrada en la portada del álbum es Op under Fjeldet toner en Lur.

## Comentarios
- Una versión más corta de la canción "Rundgang um die Transzendentale Säule der Singularität" está en la banda sonora de la película Gummo.
- La primera canción fue de las primeras canciones escritas por Varg Vikernes como Burzum, pero, no satisfecho con el resultado, la regrabó posteriormente para este disco.[1]
- El álbum se graba en malas condiciones a propósito, para conseguir un efecto estético, llegando a utilizar un micrófono de mala calidad o no utilizar amplificador en la guitarra.[2]
- Una de las canciones que ha sufrido más cambios del álbum Filosofem ha sido "Rundgang um die Transzendentale Säule der Singularität", con expansiones de 50:07 en una versión no publicada de Filosofem, y otra expansión hecha por Varg Vikernes después de salir de prisión, las duraciones son de 1:53:38 que se dice que después de sacar el álbum Belus, Vikernes sacará otra expansión.
- La canción Gebrechlichkeit I o Decriptude I se llamaba anteriormente Once Emperor pero su nombre fue cambiado. La canción se incluye en el álbum Draugen - Rarities.

## Lista de canciones

### Versión noruega
1. «Burzum» – 7:05
2. «Jesu Død» – 8:39
3. «Beholding the Daughters of the Firmament» – 7:53
4. «Decrepitude I» – 7:53
5. «Rundtgåing av den Transcendentale Egenhetens Støtte» – 25:11
6. «Decrepitude II» – 7:53

### Versión alemana
1. «Dunkelheit» – 7:05
2. «Jesus' Tod» – 8:39
3. «Erblicket die Töchter des Firmaments» – 7:53
4. «Gebrechlichkeit I» – 7:53
5. «Rundgang um die Transzendentale Säule der Singularität» – 25:11
6. «Gebrechlichkeit II» – 7:53

## Créditos
- Varg Vikernes – vocal, guitarra eléctrica, bajo eléctrico, batería, sintetizador, teclados